# Oforsen

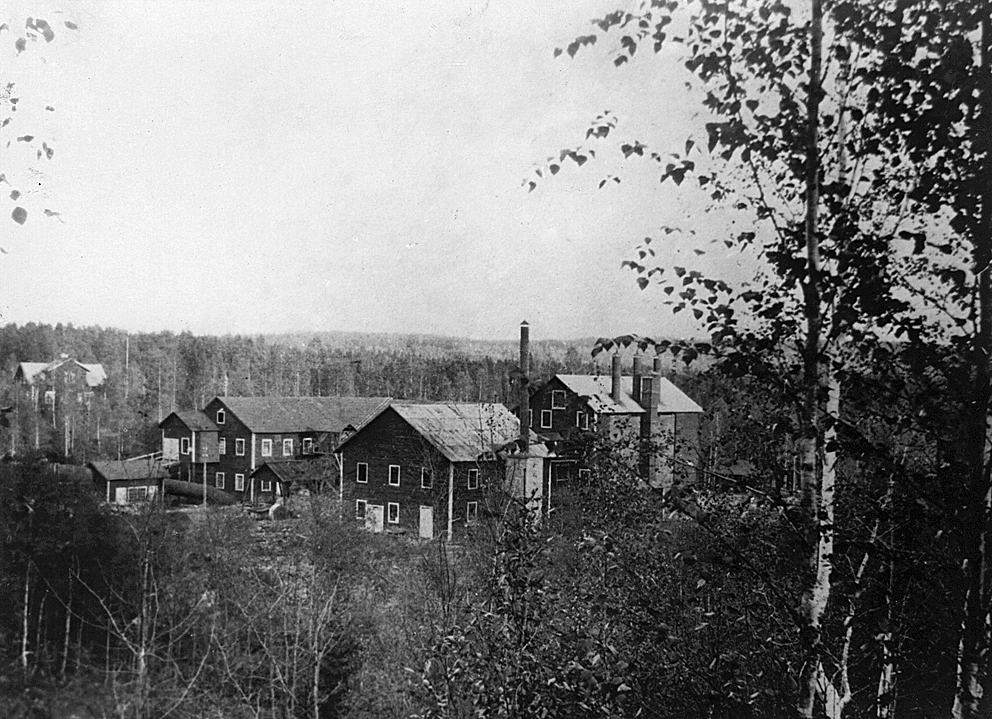
Oforsens träsliperi

Oforsen är en by i Rämmens socken, Filipstads kommun i Värmlands län, 14 km norr om Lesjöfors och 54 km norr om Filipstad. Oforsen är beläget vid länsväg 849 (innan ombyggnad 2006 riksväg 26) och Inlandsbanan. Inlandsbanan saknar dock sedan 1969 persontrafik på sträckningen, även godstrafiken är nedlagd. Mellan 1889 och 1930 låg här Oforsens träsliperi, år 1915 förvärvat av Billeruds AB.